# Naugles
O Naugles foi uma cadeia de restaurantes mexicanos de fast food do sul da Califórnia que existiu entre 1970 e 1995. Em 2015, o empresário Christian Ziebarth fundou uma cadeia Naugles renovada, depois de ter sido decidido que as marcas registadas tinham sido abandonadas pelo sucessor da empresa original, a Del Taco.

## História
A Naugles foi fundada pelo antigo sócio da Del Taco, Dick Naugle. O primeiro restaurante Naugles situava-se na esquina sudoeste da 14th Street e da Brockton Avenue, em Riverside, Califórnia (atualmente um Del Taco), em 1970. O lema de Naugle era “Preparar a comida fresca. Servir o cliente rapidamente. Manter o local limpo!”
Harold Butler comprou a Naugles em 1979, quando a cadeia era constituída por três restaurantes. A cadeia foi expandida através de um sistema de franquias não exclusivas, que mais tarde foi considerado ilegal pela justiça federal. Butler construiu a Naugles até 275 restaurantes em 1984, altura em que vendeu a cadeia à Collins Foods International. A Naugles fundiu-se com a Del Taco em 1988, quando o empresário Anwar Soliman comprou ambas as empresas quase ao mesmo tempo. Alguns dos itens do menu da Naugles, como os que tinham a designação “Macho”, foram incluídos no menu regular da Del Taco.
Mais tarde, em maio de 1989, Soliman anunciou que iria converter a maioria das 171 lojas Naugles em Del Taco até ao final desse verão. Quando Soliman vendeu a empresa integrada, em janeiro de 1990, a um grupo de quatro gestores da Del Taco, liderado pelo Presidente Wayne W. Armstrong, restavam 59 Naugles, 25 localizados na Califórnia, Nevada, Missouri e Arizona, com 290 Del Tacos na Califórnia e um único Del Taco no Arizona. Armstrong, restavam 59 Naugles, 25 localizadas na Califórnia e 34 localizadas no Utah, Nevada, Missouri e Arizona, com 290 Del Tacos na Califórnia e uma única Del Taco no Arizona. Em agosto de 1992, restavam apenas 31 Naugles nos estados do Utah, Nevada, Missouri e Illinois, tendo todas as localizações na Califórnia sido convertidas.
Em março de 1994, a Del Taco converteu sete dos oito estabelecimentos Naugles restantes no Nevada para a marca Del Taco. O último Naugles a fechar no Nevada foi em 1995, em Carson City, Nevada. Um Naugles situado na Highway 50 em Carson City não foi convertido num Del Taco, mas em finais de 1995 tornou-se num restaurante de Carson City chamado China East. A Del Taco afirmou que as conversões no Nevada conduziram a um grande aumento das vendas nesses locais. Sete meses mais tarde, a Del Taco anunciou que tinha concluído a conversão de todos os seis locais Naugles restantes no estado do Utah em outubro de 1994. Em dezembro de 1994, a Del Taco anunciou que tinha terminado a conversão de todos os quatro Naugles na Grande St. Louis. De acordo com o artigo de 1994 no St. Louis Post-Dispatch, os quatro locais Naugles em St. Louis foram os últimos locais que foram convertidos para Del Taco.
Os últimos quatro restaurantes Naugles que restavam, todos no Nevada, fecharam em 1994-1995. Na Grande Las Vegas, 3 restaurantes fecharam por volta de 1994-95. O último estabelecimento Naugles, em Carson City, Nevada, na autoestrada 50 East, fechou em 1995.